# Leandrinho (football, 1986)
Pour les articles homonymes, voir Leandrinho.
Leandro Barrios Rita dos Martires, appelé couramment Leandrinho Barrios, né le 6 juin 1986 à Cotia, est un joueur de football brésilien qui évolue au poste d'attaquant. Il joue actuellement avec le club de Ponte Preta.

## Carrière
Leandrinho Barrios est formé au Portuguesa Santista, dont il intégère l'équipe première en 2004. Recevant peu de temps de jeu, il tente sa chance après un an à Londrina, un autre club brésilien où il ne joue pas plus souvent. En 2006, il part pour l'étranger et rejoint le CS Herediano, au Costa Rica. Il y est titulaire et ses bonnes prestations attirent l'attention de recruteurs européens. Il signe un contrat au SV Zulte Waregem, un club de première division belge, durant l'été 2007. Peu utilisé, il rompt son contrat à l'amiable fin de l'année 2008 et retourne au CS Herediano.
Il ne reste que six mois dans son ancien club puis repart pour l'Europe. Il s'engage avec le Paços de Ferreira, en première division portugaise mais il n'obtient guère de temps de jeu. En 2010, il effectue un deuxième retour au Costa-Rica, cette fois au LD Alajuelense, un des clubs les plus populaires du pays. Il retrouve une place dans l'équipe de base et inscrit plusieurs buts importants. Il remporte le tournoi d'ouverture 2010 en disposant en finale de son ancien club, le CS Herediano, après la séance de tirs au but au cours de laquelle il inscrit le premier penalty pour son équipe. Six mois plus tard, il décroche un deuxième titre consécutif lors du tournoi de clôture 2011.
Après avoir remporté ces deux trophées, Leandrinho Barrios quitte le club et part jouer au Mes Kerman dans le championnat iranien. L'expérience ne dure que quelques mois, au cours desquels il ne joue que des bribes de matches. Transféré par Al-Raed, en Arabie saoudite, où il ne reste pas longtemps non plus, il signe au début de l'été 2012 au CSD Municipal, un des grands clubs du Guatemala.

## Palmarès
- 2 fois champion du Costa Rica en 2010 (ouverture) et 2011 (clôture) avec le LD Alajuelense.